# Citroën Berlingo
Citroën Berlingo je dodávka vyráběná francouzskou automobilkou Citroën od roku 1996. Je dvojče Peugeotu Partner. Poprvé byl představen na Pařížském autosalonu Mondial de l'Automobile v roce 1996.

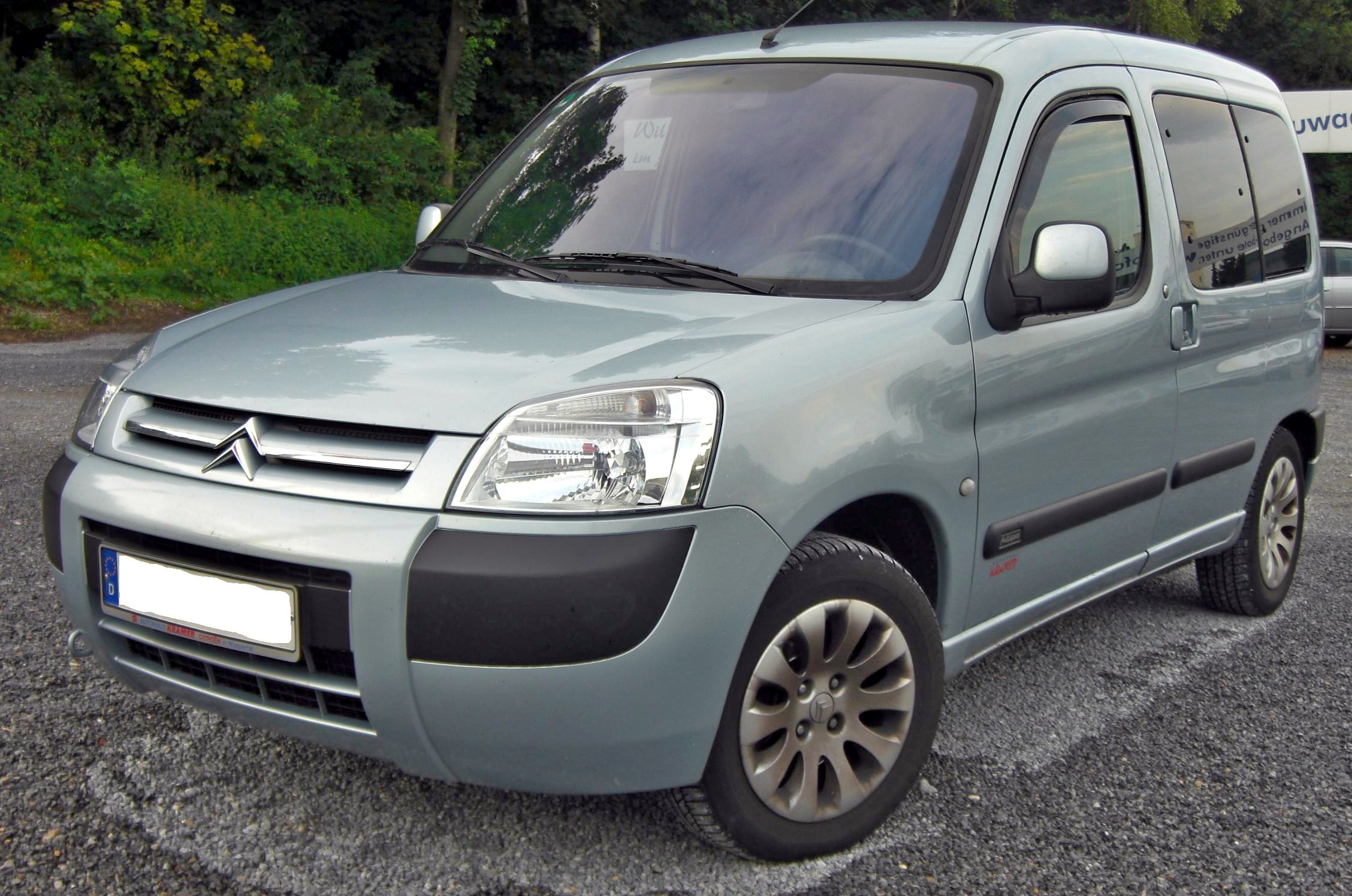
Citroën Berlingo první generace po faceliftu

## Electrique
Citroën Berlingo Electrique je verze Citroënu Berlingo poháněná elektřinou.

## Motory
Motory Citroënu Berlingo jsou na Benzin, Naftu, Elektřinu a Stlačený zemní plyn
| Objem                    | Motor                          | Výkon                        | Točivý moment                  |
| ------------------------ | ------------------------------ | ---------------------------- | ------------------------------ |
| 1.4 L (1360 cc)          | TU3                            | 55 kW (74 hp/75 PS)          | 121 Nm (89 ft·lbf)             |
| 1.4 L GNV (1360 cc)      | TU3                            | 55 kW (74 hp/75 PS)          | 121 Nm (89 ft·lbf) CNG/Benzín. |
| 1.6 L (1560 cc)          | DV6 HDi                        | 55–68 kW (74–91 hp/75–92 PS) | 169–216 Nm (125–159 ft·lbf)    |
| 1.6 L (1587 cc)          | TU5                            | 81 kW (108 hp/110 PS)        | 147 Nm (108 ft·lbf)            |
| 1.8 L (1761 cc)          | PSA XU engine petrol injection | 66 kW (90 hp)                | 147 Nm (108 lb-ft)             |
| 1.9 L (1868 cc / 1905cc) | XUD IDI diesel                 | 52 kW (71 hp)                | 120 Nm (89 ft·lbf)             |
| 2.0 L (1997 cc)          | PSA EW/DW DW10 HDi             | 66 kW (90 hp)                | 205 Nm (151 lb-ft)             |
|                          | Electrique                     | 28 kW (37.5 hp/38 PS)        | 180 Nm (132 ft·lbf)            |

## Citroën Berlingo II
Druhá generace Berlinga se představila roku 2008. Stejně jako první generace je dvojčetem Peugeotu Partner

## Citroën Berlingo III
Třetí generace Berlinga se představila roku 2018. Stejně jako druhá generace je dvojčetem Peugeotu Partner, platformu využívají rovněž Toyota Proace City a Opel Combo.